# Bessarion (månekrater)
Bessarion er et nedslagskrater på Månen. Det befinder sig på Månens forside nær den sydvestlige rand af Mare Imbrium. Det er opkaldt efter den græske romersk-katolske kardinal og forfatter Basilios Bessarion (ca. 1403 – 1472).
Navnet blev officielt tildelt af den Internationale Astronomiske Union (IAU) i 1935.  Observation af krateret rapporteredes første gang i 1645 af Michael Florent van Langren

## Omgivelser
I nogen afstand i østlig retning ligger T. Mayer-krateret. 

## Karakteristika
Bessarion er et skålformet krater med en lav central top, og det har højere albedo end maret, hvilket gør det til et lysere sted, når solen står over det.
Lige nord for Bessarion ligger det mindre krater "Bessarion E", som også har forholdsvis høj albedo. Dette krater kaldes af og til "Virgil", men navnet er ikke officielt godkendt af IAU.

## Satellitkratere
De kratere, som kaldes satellitter, er små kratere beliggende i eller nær hovedkrateret. Deres dannelse er sædvanligvis sket uafhængigt af dette, men de får samme navn som hovedkrateret med tilføjelse af et stort bogstav. På kort over Månen er det en konvention at identificere dem ved at placere dette bogstav på den side af satellitkraterets midte, som ligger nærmest hovedkrateret. Bessarionkrateret har følgende satellitkratere:
| Bessarion | Længde  | Bredde  | Diameter |
| --------- | ------- | ------- | -------- |
| A         | 17,1° N | 39,8° V | 13 km    |
| B         | 16,8° N | 41,7° V | 12 km    |
| C         | 16,0° N | 42,6° V | 9 km     |
| D         | 19,8° N | 41,7° V | 9 km     |
| E         | 15,4° N | 37,3° V | 8 km     |
| G         | 14,9° N | 40,3° V | 4 km     |
| H         | 15,3° N | 41,4° V | 5 km     |
| V         | 15,0° N | 35,0° V | 3 km     |
| W         | 16,7° N | 36,9° V | 3 km     |

## Måneatlas
- Billeder af Bessarionkrateret i LPI-måneatlasset